# 石排灣天后廟

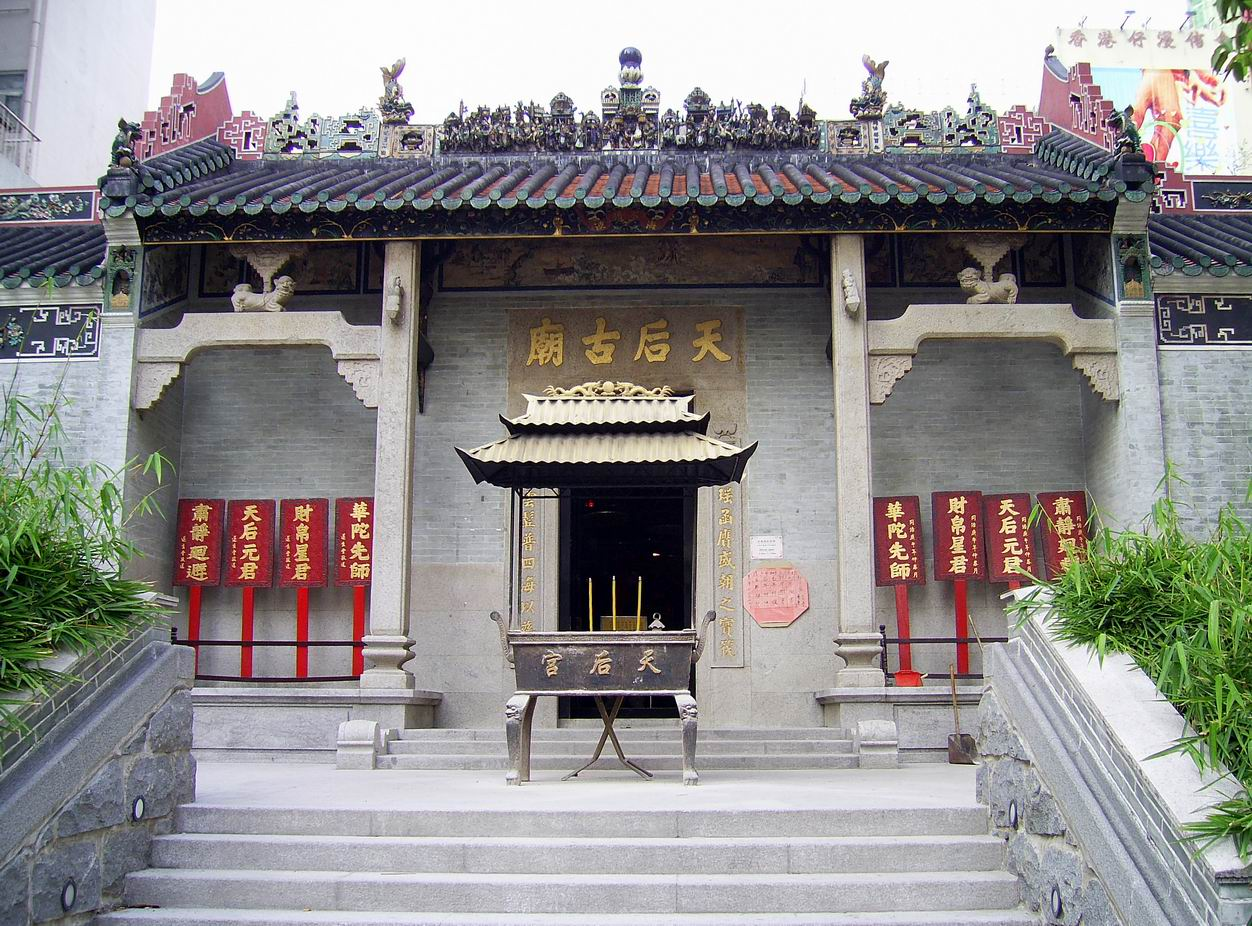
石排灣天后廟

石排灣天后廟又稱為香港仔天后廟，是香港的一座天后廟，位於香港島南區的香港仔，香港仔大道與香港仔水塘道交界，現已被列為香港三級歷史建築。

## 歷史
石排灣天后廟建於清道光三十年（1851年），其時香港島已成為英國殖民地。而建廟之地當時為海邊，對出的海灣即為石排灣，及後香港仔進行填海，使該廟現在已深入內陸。而該廟曾於同治十二年（1873年）及光緒二十四年（1898年）重修。華人廟宇委員會於1999年將天后廟拆卸，以原廟未損壞的廟脊及石柱重建。

## 建築

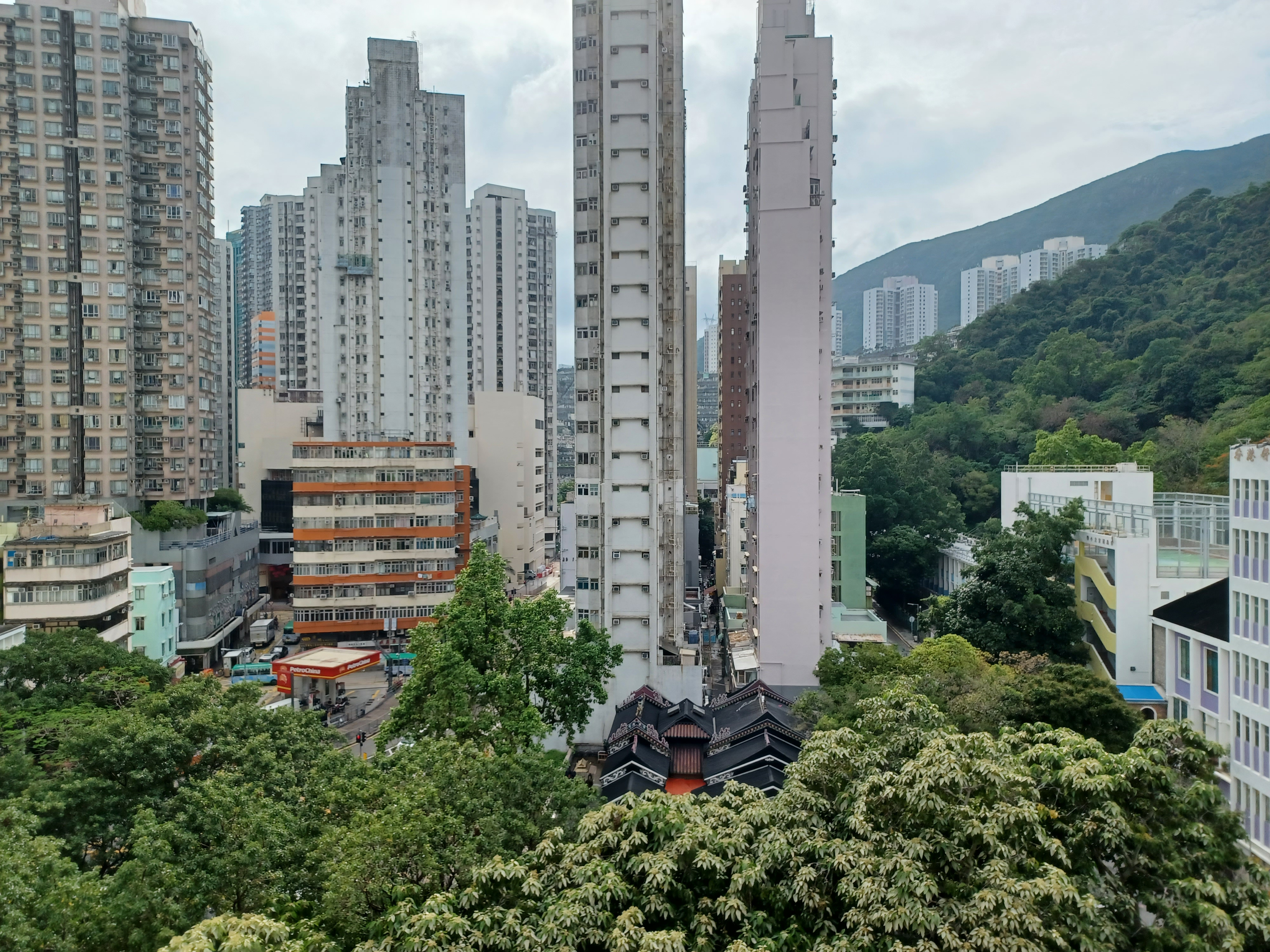
漁暉苑望向石排灣天后廟

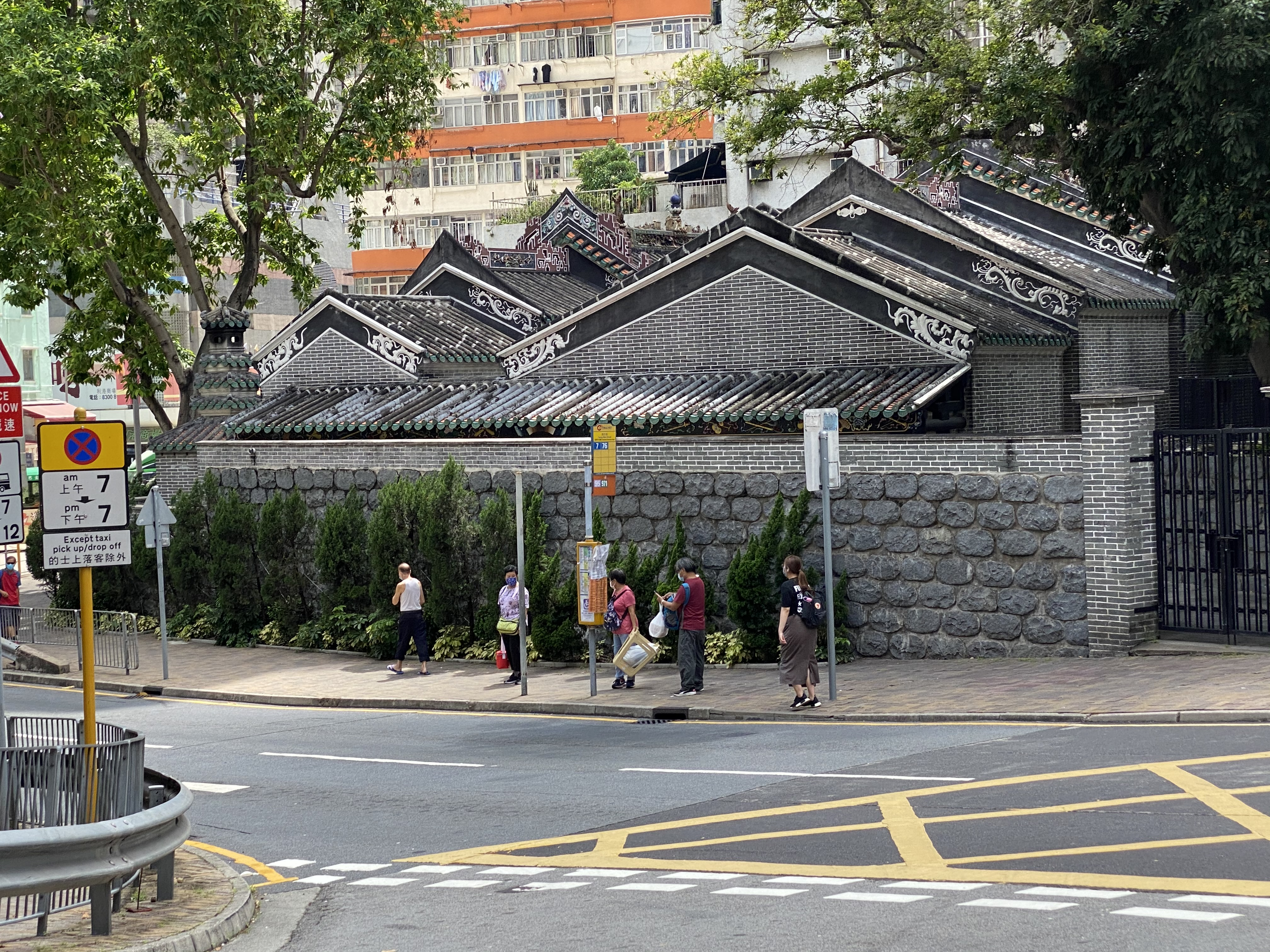
崇文街望向石排灣天后廟

石排灣天后廟採用了二進三間硬山式建築設計，為具有無露天天井的毗連四合院建築。該廟分為前殿、正殿兩部份，正殿兩旁則有偏殿，左邊偏殿是辦事處而右邊偏殿則是天后寢室，室內總面積306平方呎。廟內有金柱三對，用以承接屋頂的重量，正殿樓高6米，供奉天后娘娘；偏殿則供奉譚公、觀音及黃大仙。

## 軼聞
1961年英國雅麗珊郡主（Princess Alexandra, The Honourable Lady Ogilvy）訪問香港時，曾到石排灣天后廟參觀。

## 註腳
1. ↑  .   [2008-06-10]. （原始内容存档于2008-06-26）.